# Madeleine de L’Aubespine

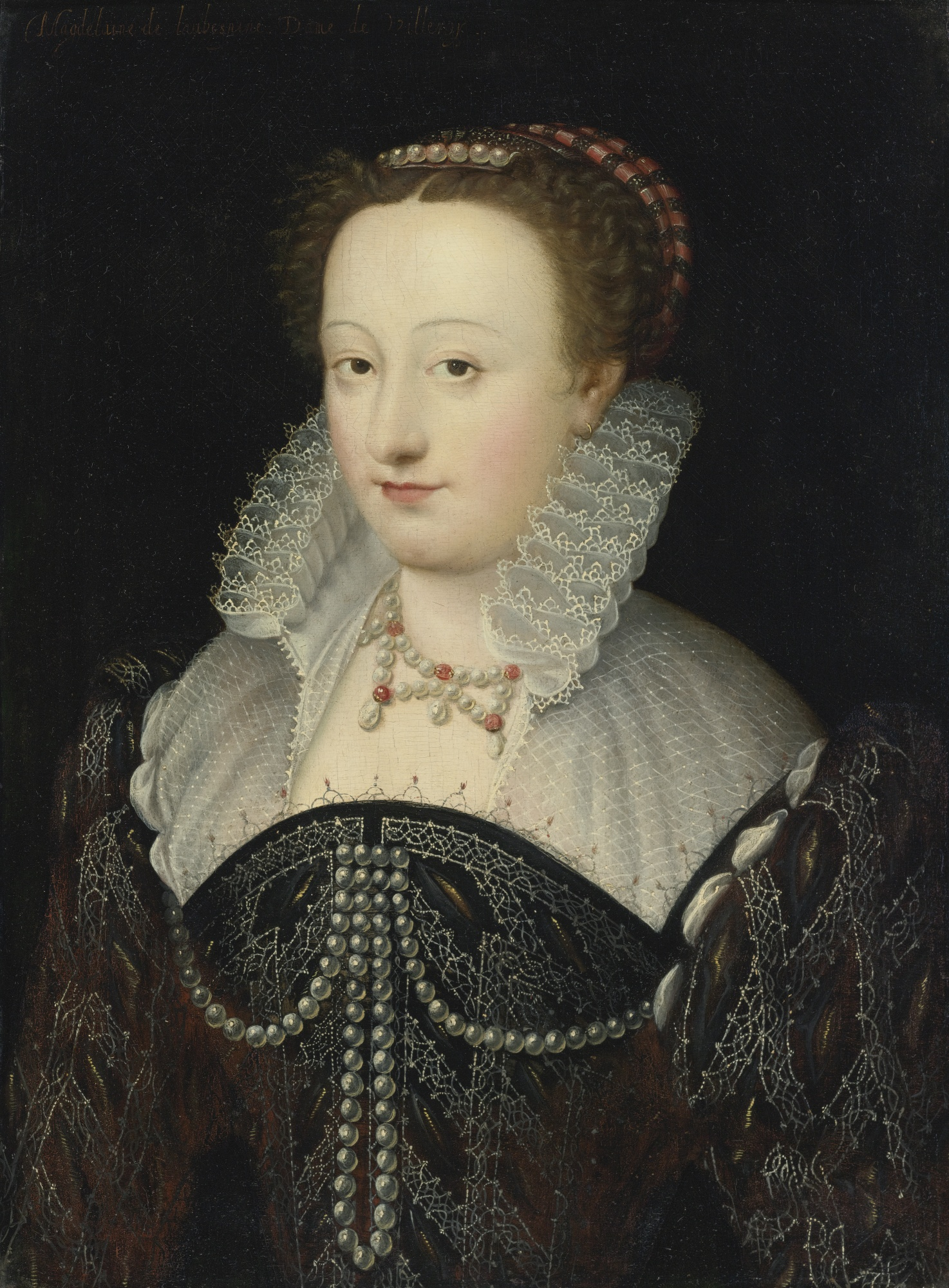
Madeleine de L’Aubespine (nach der Inschrift oben links), Kreis um François Clouet, Privatbesitz

Madeleine de L’Aubespine (auch l’Aubépine, * 21. Mai 1546; † 17. Mai 1596), aufgrund ihrer Ehe Dame de Villeroy, war eine französische Schirmherrin, Dichterin und Übersetzerin sowie Freundin von Pierre de Ronsard.

## Leben
Madeleine de L’Aubespine war eine Tochter von Claude de L’Aubespine, Seigneur de Châteauneuf-sur-Cher und Secrétaire d'État, und Jeanne Bochetel (Tochter des Secrétaire d'État Guillaume Bochetel und einer namentlich nicht bekannten Schwester von Jacques Cœur), und daher sehr eng mit dem französischen Königshof verbunden. Am 17. Juni 1559 wurde sie im Alter von 13 Jahren per Ehevertrag mit Nicolas (IV.) de Neufville, Seigneur de Villeroy etc. (* wohl 1543; † 12. November 1617 in Rouen, 74 Jahre alt) aus der Familie Neufville de Villeroy. Das einzige Kind aus dieser Ehe war Charles de Neufville, Marquis de Villeroy (* wohl 1566; † in der Nacht vom 17. auf den 18. Januar 1642 in Lyon, in seinem 76. Lebensjahr), der Stammvater der Herzöge von Villeroy. Nicolas de Neufville wurde Minister des Königs Heinrich III., Madeleine de L'Aubespine Ehrendame der Königinmutter Caterina de’ Medici.

## Literarischer Einfluss
L‘Aubespines literarischer Einfluss war dreifacher Natur: Sie war eine Patronin der Literaturkreise im Frankreich des 16. Jahrhunderts, eine Übersetzerin von Werken in die französische Sprache und eine bekannte Dichterin, deren Werk noch heute gelesen wird.

### Schirmherrschaft
Trotz der politischen und religiösen Turbulenzen, die durch die protestantische Reformation verursacht wurden, genossen L‘Aubespine und ihr Ehemann einen immensen Reichtum und beteiligten sich an französischen Initiativen zur Schaffung einer neuen nationalen Literatur in Landessprache. Sowohl sie als auch ihr Ehemann schrieben ihre eigenen Gedichte und nahmen an der Schirmherrschaft einiger der größten französischen Schriftsteller der Renaissance teil, darunter Pierre de Ronsard, Philippe Desportes, Théodore Agrippa d’Aubigné und andere weniger bekannte Schriftsteller; der gleichaltrige Philippe Desportes soll sogar einer der Liebhaber von L‘Aubespine gewesen sein.
Ohne eigenen Salon soll L‘Aubespine in drei literarischen Kreisen tätig gewesen sein: am Hof bei Margarete von Valois, im Salon vert von Claude Catherine de Clermont und in der Académie du Palais Heinrichs III. Durch ihre Tätigkeit in diesen Literatursalons und dem Einfluss, den sie als Patronin hatte, konnte L‘Aubespine die französische Literaturkultur leiten. Gedichte wurden sowohl für L‘Aubespine als Patronin als auch zum Lob ihrer Talente verfasst. In einem Dialog in Sonetten lobt Ronsard L‘Aubespine und sagt voraus, dass sie die gelehrtesten französischen Männer übertreffen werde (siehe unten).
Zusätzlich zu ihrer Arbeit als Schirmherrin von Künstlern kaufte L‘Aubespine auch eine große Anzahl von Büchern; zum Zeitpunkt ihres Todes wurde die Bibliothek von L‘Aubespine inventarisiert und enthielt über dreitausend Bände, von denen viele reich illustriert und personalisiert waren.

### Übersetzungen
Neben den vielen literarischen Beiträgen von L‘Aubespine übersetzte sie auch berühmte Werke in die Landessprache. Erst durch neuere Forschungen wurden ihr von vielen ihrer Zeitgenossen gelobte Übersetzungen zugeschrieben. Sie übersetzte die ersten beiden Gesänge von Ariosts Orlando furioso und vier Briefe von Ovids Heroides aus dem Italienischen bzw. Lateinischen ins Französische.

### Dichtung
Ann Rosalind Jones schreibt, dass die Dichterinnen der Renaissance „innerhalb, aber gegen die Traditionen, die sie umgaben, geschrieben haben“. L‘Aubespine sei ein Beispiel für die Spannung, sowohl innerhalb als auch außerhalb des Genres zu sein. In ihrer Korrespondenz mit Ronsard nennt sich L‘Aubespine den Phaethon ihres französischen Apollon – den kühnen Sohn eines edlen Vaters:

Ainsy que Phaeton, d’une audace nouvelle, 

Puisque, ô mon Apollon, ta fille je m’apelle 

Je te demande un don, gaige de ton amour : 

Monstre moy le chemin et la sente incognue 

Par qui tant de lumière en la France est venue 

Et qui rend ton renom plus luysant que le jour.

Ronsard antwortet in Fortsetzung der mythischen Metapher mit:

Si vollant vous tombez pour me vouloir trop croire 

Au moings vous acquerez pour tombe ceste gloire 

Q'une femme a vaincu les plus doctes françois.

Dieses Stück ist außergewöhnlich, da es nur wenige Texte gibt, in denen Ronsard Frauen für ihr Schreiben lobt. In diesem Austausch über die Metapher von Phaeton und Apollo bezieht er sich jedoch auf L‘Aubespine als seine Nachfolgerin. Aufgrund ihrer hohen Position und des Einkommens ihres Mannes bestand für L‘Aubespine kein dringender Veröffentlichungsbedarf, und daher blieb der größte Teil ihrer Arbeit in handschriftlicher Form erhalten und verbreitet. Laut Anna Kłosowska gibt es nur zwei Hauptquellen für die lyrischen Gedichte von L‘Aubespine: ein Florilegium aus dem Jahr 1718 und einen posthumen Band mit den vollständigen Werken L‘Aubespines, der 1904 bei einem Brand verloren ging, obwohl eine detaillierte Beschreibung des Buches überlebte: Robert Sorg veröffentlichte erstmals 1926 einen Teil von L‘Aubespines Werken.
L‘Aubespine war nicht nur ungewöhnlich in der Unterstützung, die sie von ihren literarischen Kollegen erhielt, sondern auch ihre poetische Arbeit als Frau ist außergewöhnlich. Anna Kłosowska schreibt: „Während viele der petrarchistischen und frommen Sonette von L‘Aubespine typisch für ihre Zeit sind, widerspricht sie in einigen Liebesgedichten offen dem Stereotyp weiblicher Bescheidenheit.“ Die italienische Kurtisane und Renaissance-Dichterin Veronica Franco demonstrierte auch diese Missachtung der strengen Einhaltung der normativen Geschlechterrollen der damaligen Zeit durch ihre Liebesdichtung. Wie sowohl L‘Aubespine als auch Franco schrieben viele Dichterinnen des 16. Jahrhunderts petrarchanische Sonette, aber ein besonderes Problem, mit dem diese Frauen konfrontiert waren, bestand darin, ein Objekt des Begehrens zu definieren, das für die traditionelle Form und die traditionellen Themen notwendig war, denn in petrarchanischen Sonetten zeigt das Thema eine Sehnsucht nach einem fernen Liebhaber. Für männliche Dichter wäre der Liebhaber weiblich, und die Poesie wäre ein höfisches Zeichen der Sehnsucht; Dichterinnen wurden jedoch in eine Bindung gebracht, als sie ihr Geschlecht an die männlich zentrierte Form anpassten. Eines der am weitesten verbreiteten erotischen Gedichte von L‘Aubespine, „Enigme“ (Rätsel), ist beispielhaft für eines dieser atypischen Sonette. Darin beschreibt das lyrische Thema euphemistisch das Spielen einer Laute:

Pour le plus doulx esbat que je puisse choisir, 

Souvent, après disner, craignant qu’il ne m’ennuye, 

Je prens la manche en main, je le touche et manye, 

Tant qu’il soit en estat de me donner plaisir. 

Sur mon lict je me jecte, et, sans m’en dessaisir, 

Je l’estreins de mes bras, sur mon sein je l’appuye, 

Et remuant bien fort, d’aise tout ravie, 

Entre mille douceurs j’accompliz mon désir. 

S’il advient par malheur quelquefois qu’il se lache, 

De la main je le dresse, et derechef je tasche 

A joyr de plaisir d’un si doux maniment. 

Ainsi mon bien aymé, tant que le nerf luy tire, 

Me contente et me plaist. Puis de moy, doucement, 

Lasse et non assouvye, enfin je me retire. 

Wie Kłosowska beschreibt, gehört dieses Sonett zur Tradition höfischer erotischer Scherze, bei denen die erotische Bedeutung unter dem dünnen Vorwand einer nichterotischen Lösung liegt. Die Aneignung des Genres durch L‘Aubespine verkompliziert jedoch die traditionellen Geschlechterstandards der Zeit, da ihr Sonett auf Frauen ausgerichtet ist und die gegenseitige sexuelle Befriedigung umreißt. Auf diese Weise passt L‘Aubespine die traditionelle Form an ihre Bedürfnisse an und beeinflusst die französische Literaturwelt. Durch mehrere Analysen dieses Stücks hat Kłosowska dieses Gedicht als das „offenste lesbische Liebesgedicht einer Frau im Frankreich des 16. Jahrhunderts“ bezeichnet. Ferner erklärt Kłosowska, wie L‘Aubespines frauenzentriertes, auf gegenseitige Befriedigung ausgerichtetes Stück eine Herausforderung für die erotische Form des 16. Jahrhunderts ist. Zu der Zeit, als L‘Aubespine dieses Werk in Salons rezitierte und in Manuskripten veröffentlichte, waren die Virtuosität und Keuschheit von Frauen bestimmende Faktoren für ihre soziale Stellung, so dass der Fokus der Dichterin auf das Vergnügen und die sexuelle Handlungsfähigkeit von Frauen in dieser Zeit selten ist. Die Entdeckung und anschließende Analyse der literarischen Arbeit von L‘Aubespine hat neue Wege für die Diskussion der frühneuzeitlichen Geschlechter- und Sexualrollen und der Poesie der Frauen der Renaissance eröffnet.

## Héliette de Vivonne
In der Folge der Ausgabe von Richard Sorg steht die Autorschaft Madeleine de L’Aubespines in der Diskussion, ihre Gedichte werden von Forschern Héliette de Vivonne zugeschrieben, einer anderen Geliebten Philippe Desportes (Frédéric Lachéve, Pierre Louÿs gegenüber Richard Sorg, Jacques Lavaud, Pierre de Ninon).
Héliette de Vivonne (1558–1625) war eine Tochter von Charles de Vivonne und Renée de Vivonne, und seit 1580 Ehefrau von Louis de Montberon († 1621); ihr Bruder war André deVivonne († 1616), Großfalkner von Frankreich, dessen Tochter Andrée de Vivonne war die Ehefrau von François de La Rochefoucauld.

## Ausgaben
- Les chansons de Callianthe, fille de Ronsard : Madeleine de l'Aubespine, dame de Villeroy, hrsg. von Roger Sorg, Paris, L. Pichon, 1926.
- Anna Kłosowska (Hrsg., 2007), Introduction, Madeleine de l'Aubespine: Selected Poems and Translations, a Bilingual Edition, Chicago, IL: University of Chicago Press. S. 1–33.
- Das Cabinet des saines affections , Madeleine de l'Aubespine zugeschrieben, ist aber von Madame de Rivery (Marie le Gendre) (online, abgerufen am 17. Februar 2021)

## Sekundärliteratur
- Ann Rosalind Jones (1981), Assimilation with a difference: Renaissance women poets and literary influence, Yale French Studies (62): S. 135–153
- Susan Groag Bell (1989), Medieval women book owners, in: Judith Bennett, Elizabeth Clark, Jean O’Barr, B. Anne Vilen, Sarah Westphal-Wihl (Hrsg.). Sisters and Workers in the Middle Ages. Chicago, IL, University of Chicago Press. ISBN 978-0-226-04247-3. (online, abgerufen am 17. Februar 2021)
- Edith J. Benkov (1991), Madeleine de l'Aubespine, in: Katharina M. Wilson (Hrsg.). Encyclopedia of Continental Women Writers. Band 1. London: Routledge, ISBN 978-0-8240-8547-6, S. 705
- Janet Levarie Smarr (2001), Substituting for Laura: objects of desire for Renaissance women poets, Comparative Literature Studies. 38 (1): S. 1–30
- Anna Kłosowska (2007), Madeleine de l'Aubespine: life, works, and auto-mythography: an exchange with Ronsard, ca. 1570–80, French Forum. 32 (1/2): S. 19–38.
- Anna Kłosowska (2008), Erotica and Women in Early Modern France: Madeleine de l'Aubespine's Queer Poems, Journal of the History of Sexuality, 17 (2): S. 190–215.
- Anna Kłosowska (2010), The post-human condition: subject modes in the poetry of Madeleine de l'Aubespine (1546–1596) , Postmedieval: A Journal of Medieval Cultural Studies. 1 (1/2): S. 88–98
- Jessica DeVos (2012), Autobiography, Authorship, and Artifice: Reconsidering Renaissance Women Poets (Ph.D. thesis). Yale University.